# Vielkanalanalysator
Ein Vielkanalanalysator dient in der physikalischen Forschung oder angewandten Gebieten (z. B. Analytik) zur Messung von statistisch verteilten Folgen elektrischer Impulse (Spannungsstöße) wechselnder Amplitude, um deren Häufigkeitsverteilung zu ermitteln. Anschaulich gesagt „sortiert“ das Gerät die Impulse, die zeitlich regellos eintreffen, nach ihrer Höhe in verschiedene „Fächer“, die Kanäle. Dem entspricht die im Englischen gelegentlich verwendete Bezeichnung kicksorter.

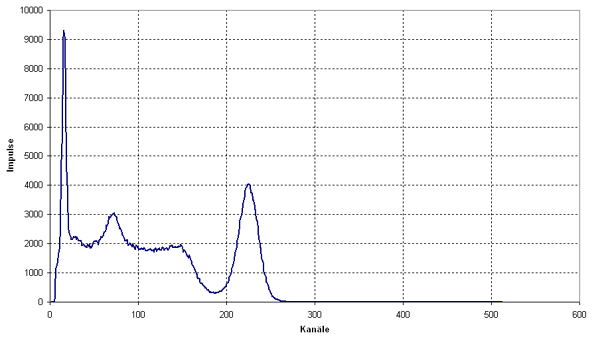
Abb. 1: Gammaspektrum von ^{137}Cs, gemessen mit einem Szintillationsdetektor

Meistens stammen die Impulse von einem Teilchen- oder Strahlungsdetektor. Die als Histogramm dargestellte Häufigkeitsverteilung stellt dann das Spektrum der untersuchten Strahlung dar. Das Bild zeigt das mit einem Bereich von insgesamt 512 Kanälen aufgezeichnete Spektrum einer Gammastrahlungsquelle (siehe Gammaspektroskopie).

## Bestandteile und Funktion
Die Hauptteile eines Vielkanalanalysators sind
- ein Analog-Digital-Umsetzer (Analog-to-Digital Converter, ADC),
- ein Datenspeicher mit z. B. 4096 Plätzen („Kanälen“) zum Speichern von ganzen Zahlen
- und eine (einfache) Recheneinheit.

Oft besteht der Vielkanalanalysator aus einem PC mit entsprechenden Zusatzgeräten. Die Gesamtzahl der Kanäle ist wegen der technischen Zahlendarstellung im Dualsystem meist eine Potenz von 2, also beispielsweise 512, 1024, 2048, 4096, …
Die Arbeitsweise des ADC weicht von den unter Analog-Digital-Umsetzer beschriebenen Geräten ab. Diese dienen, beispielsweise bei Musikaufnahmen, zur laufenden Digitalisierung veränderlicher Spannungen. Der ADC des Vielkanalanalysators digitalisiert dagegen die Impulshöhe; er wird also nur aktiv, wenn ein Impuls eintrifft, und bestimmt diejenige ganze Zahl (im Beispiel zwischen 0 und 4095 gelegen), die dem der Impulsamplitude proportionalen Wert am nächsten kommt (dazu ist ein bestimmter Proportionalitätsfaktor gewählt, z. B. soll die Impulshöhe 10,0 V der Zahl 4095 entsprechen). Die Recheneinheit addiert in demjenigen Kanal, dessen Adresse diese Zahl ist, zum dort vorhandenen Inhalt eine Eins. Der Kanalinhalt am Ende der Messung ist dann die Zahl der aufgetretenen Impulse mit Amplituden in diesem Bereich.
Dieses Impulshöhenspektrum kann zum Beispiel auf einem Bildschirm sichtbar gemacht werden, indem die Kanalnummer (die meist einer Teilchen- oder Quantenenergie entspricht) waagerecht und die Impulsanzahl senkrecht dargestellt wird.
Es gibt auch Vielkanalanalysatoren für zweiparametrige Registrierung bei Koinzidenz-Experimenten. Hierbei werden zwei ADC verwendet und die Speicherplätze durch je zwei Adressen identifiziert wie ein Element einer Matrix durch Zeilen- und Spaltennummer. Ein Ereignis wird nur registriert, wenn die beiden Eingangssignale zeitlich genügend nahe beisammenliegen.
Oft wird vor dem Gerät ein Pile-up rejector in die Signalkette eingefügt, um den ADC von der Digitalisierung fehlerhafter Impulse zu entlasten.